# Shawfestivalen
Shawfestivalen (Shaw Festival) är en stor kanadensisk teaterfestival i staden Niagara-on-the-Lake. Festivalen grundades 1962 med målsättningen att spela pjäser skrivna av George Bernard Shaw eller skrivna under hans livstid (1856-1950).